# Пьянелла
Пьянелла (итал. Pianella) — коммуна в Италии, расположена в регионе Абруццо, подчиняется административному центру Пескара.
Население составляет 7788 человек (на 2004 г.), плотность населения составляет 163 чел./км². Занимает площадь 46 км². Почтовый индекс — 65019. Телефонный код — 085.
Покровителями коммуны почитаются святой великомученик и целитель Пантелеимон, святая Кириака из Пианеллы и святитель Сильвестр, папа римский, празднование в последнюю пятницу июля и следующие за ней субботу, воскресение и понедельник.